# Río Da Guarda
El río Da Guarda es un cuerpo de agua situado en el estado de Río de Janeiro, al sureste de Brasil.
Anteriormente conocido como río Itaguaí, fluye a lo largo de la Serra da Calçada y Catumbi, delimitado por divisores de aguas que lo separan de otras cuencas hidrográficas. Entre sus afluentes destacan los ríos Cai-tudo, Piloto, Valão dos Burros, Valão dos Bois, Valinha, Vala do Sangue, y los canales de Ponte Preta y Santo Agostinho.
Con una cuenca de 338 km², que incluye áreas de los municipios de Itaguaí, Seropédica y Río de Janeiro, el río Guarda es una importante característica geográfica en la región.